# Syndrome de Wiskott-Aldrich
 Mise en garde médicale
Le syndrome de Wiskott-Aldrich (SWA) est un déficit immunitaire constitutionnel (ou primitif) faisant partie du groupe des déficits combinés de l'immunité. C'est une maladie génétique récessive liée au chromosome X secondaire à une mutation du gène WAS. Il est parfois appelé syndrome eczéma-thrombocytopénie-immunodéficience en référence à la description initiale de Robert Aldrich en 1954.

## Historique
Alfred Wiskott décrit pour la première fois le syndrome chez trois frères en 1937. Ces derniers présentent une thrombopénie (faible numération de plaquettes), une diarrhée sanglante, de l’eczéma et des otites récidivantes. Il note, à cette occasion que les sœurs ne sont pas atteintes. Robert Aldrich décrit plusieurs autres cas familiaux en 1954, devinant sa transmission liée au chromosome X.
Le gène dont les mutations sont responsables de la maladie est nommé WAS ; il a été identifié au milieu des années 1990.
La première tentative de traitement par greffe de moelle osseuse a eu lieu en 1968.

## Épidémiologie
La maladie est rare (un cas pour 100 000 naissances).
Il n'y a pas de facteur géographique prédisposant.

## Étiologie et physiopathologie
Le SWA est dû à des mutations hémizygotes du gène WAS (pour « Wiskott Aldrich syndrom »), gène situé sur le bras court du chromosome X. Dans les maladies récessives liées à l'X, les femmes (qui disposent de deux chromosomes X) sont le plus souvent porteuses saines, tandis que les hommes sont susceptibles de développer la maladie s'ils héritent d'un chromosome X porteur de l'anomalie génétique. Tous les patients n'ont pas nécessairement d'antécédents de SWA ; des mutations de novo sont observées dans environ un tiers des cas.
Le gène WAS code la protéine WASP (pour « Wiskott-Aldrich Syndrom Protein » ou « protéine du syndrome de Wiskott-Aldrich »), exprimée principalement dans les cellules hématopoïétiques. La protéine WASP est un important régulateur de la polymérisation de l'actine, indispensable pour de nombreuses fonctions de l'hématopoïèse et de l'immunité, incluant la phagocytose et la formation des synapses immunologiques. La protéine est également impliquée dans l'apoptose.
Le tableau clinique dépend du type de mutation sur le gène WAS et la sévérité de la maladie dépend de la dysfonction de la protéine WASP. En théorie, si la mutation est sévère et empêche quasiment totalement la production de la protéine WASP, le patient est atteint de la forme classique et donc grave du WAS. En revanche, si la mutation permet de produire une protéine WASP bien que mutée, le patient présentera une forme atténuée de la maladie. La plupart de ces mutations sont uniques, c'est-à-dire que presque chaque famille a sa propre mutation du gène WAS.
Récemment[Quand ?], une mutation sur le gène WIPF1 (famille de protéines interagissant avec WAS/WASL, membre 1; 2q31.2) a été identifiée chez un patient avec un phénotype proche du SWA[réf. souhaitée].

## Description clinique
Le SWA est caractérisé par une triade clinique associant, chez un garçon :
- un déficit immunitaire combiné (concernant à la fois les lymphocytes T et B) se manifestant par des infections récidivantes et / ou graves ;
- un eczéma cutané ;
- une thrombopénie (nombre réduit de plaquettes) avec microplaquettes[12] (plaquettes de petite taille), se manifestant par des signes hémorragiques tels qu'un purpura[8], des pétéchies[8],[2], des ecchymoses[8],[2], des épistaxis[8],[2], des gingivorragies[8],[2], des épisodes de diarrhées hémorragiques[8], etc., voire, dans les thrombopénies sévères (inférieures à 15 G/L), des hémorragies intracrâniennes[8].

Les signes cliniques du SWA peuvent se manifester pendant la période néonatale ou la première année de vie. Une splénomégalie est habituelle.
On observe des manifestations auto-immunes dans 40 % des cas — ce qui est particulièrement fréquent en comparaison à d'autres de déficits immunitaires — comme une anémie hémolytique (causée par la présence d'anticorps détruisant les globules rouges), un purpura thrombopénique idiopathique (causée par la présence d'anticorps détruisant les plaquettes restantes), une neutropénie auto-immune, une vascularite, une colite inflammatoire ou d'autres atteintes (articulaires, rénales et hépatiques) d'origine immunologique.
Les patients atteints de SWA ont un risque accru de développer des tumeurs, en particulier un syndrome lymphoprolifératif (surtout des lymphomes à cellules B) secondaire à l'infection par le virus EBV, avec localisations variées et inhabituelles : poumons, estomac, encéphale, etc.[réf. nécessaire]

### Variabilité phénotypique
Les aspects cliniques du SWA varient d’un patient à l’autre. Il existe des formes atténuées de la maladie, dont le tableau clinique peut être incomplet. Certains patients ne présentent qu'une faible thrombopénie et des saignements. Avant l'identification du gène WAS, ces patients étaient considérés comme atteints d’une maladie différente appelée thrombocytopénie (ou thrombopénie) liée à l’X (XLT pour « X linked thrombopenia », (en) 313900), caractérisée par une thrombopénie à plaquettes normales, un eczéma et un risque d'auto-immunité ou de malignité moindre que dans la forme classique. De même, d'autres patients ne présentent qu'une neutropénie et des infections, maladie appelée neutropénie liée à l'X (XLN pour « X linked neutropenia » ou « neutropénie liée à l'X », (en) 300299),. Le SWA, la thrombopénie et la neutropénie sont des formes cliniques différentes de l'atteinte du même gène.

### Déficit immunitaire et infections
Les infections peuvent être à germes courants ou opportunistes, d'origine bactérienne, virale ou fongique. Il peut s'agir d'infections des voies aériennes supérieures et inférieures,, digestives ou cutanées, d'otite moyenne, de sepsis, de méningite. Plus rarement, les patients sont susceptibles de développer une pneumopathie à Pneumocystis jirovecii.
Au niveau des lésions de grattage, l'eczéma peut se compliquer d'infections bactériennes ou virales (Molluscum contagiosum par exemple).

### Eczéma
L'eczéma du SWA est particulier par sa précocité (puisqu'il survient durant le premier mois de vie), par sa sévérité et par sa résistance aux traitements usuels qui le différencient de l'eczéma atopique beaucoup plus fréquent. Il peut être aigu ou chronique.

## Diagnostic

### Diagnostic positif
En raison de sa prédisposition aux infections et à la thrombopénie, il est important de diagnostiquer le syndrome de Wiskott-Aldrich le plus précocement possible. Le diagnostic repose sur l'histoire familiale, l'examen clinique, l'hémogramme et la concentration sérique des immunoglobulines. Le test génétique et une expression nulle ou réduite de la protéine WASP confirment le diagnostic.
En raison de la variabilité des présentations cliniques, le diagnostic du SWA devrait être envisagé chez tout garçon présentant des signes hémorragiques inhabituels, une thrombocytopénie congénitale ou précoce et des plaquettes de petite taille.
L'hémogramme met en évidence une thrombopénie (< 150 G/L) et des plaquettes de petite taille, avec un nombre normal de mégacaryocytes au myélogramme.
La concentration des IgM est diminuée, celles des IgA et des IgE sont élevées et celle des IgG peut être normale, diminuée ou augmentée ; une paraprotéinémie peut être observée,.
La concentration en isohémaglutinines (c’est-à-dire des anticorps contre les globules rouges de type A ou B) sont souvent faibles. Les patients ne produisent pas d’anticorps contre certains vaccins qui contiennent des polysaccharides ou sucres complexes, tels que le vaccin contre Streptococcus pneumoniae.
Le diagnostic est confirmé par une baisse de la concentration de la protéine WASP dans les cellules sanguines ou par la présence d’une mutation dans le gène WAS. Ces analyses sont effectuées dans un petit nombre de laboratoires spécialisés.
Le séquençage du gène WAS peut détecter les maladies liées au syndrome de Wiskott-Aldrich (XLT et XLN). Il peut détecter jusqu'à 98 % des mutations chez les hommes et 97 % des mutations chez les femmes porteuses. Parce que les symptômes de la XLT et de la XLN peuvent être moins sévères que le phénotype complet du SWA et parce que les femmes porteuses sont habituellement asymptomatiques, le diagnostic clinique peut être difficile. Dans ces cas, le test génétique peut être une élement diagnostic des maladies liées au SWA.

### Diagnostic différentiel
Le diagnostic différentiel principal est la thrombocytopénie immune (aiguë ou chronique), anciennement purpura thrombopénique idiopathique chez les garçons et la thrombopénie néonatale par allo-immunisation fœtomaternelle (ou allo-immunisation plaquettaire) chez les nouveau-nés.

### Diagnostic prénatal
Si la mutation causale est identifiée dans la famille, le diagnostic prénatal est réalisable pour les fœtus masculins à partir de cellules obtenues par ponction de liquide amniotique ou biopsie de trophoblaste.

## Traitement et prise en charge
Le traitement de référence et seul traitement curatif est la greffe de cellules souches hématopoïétiques allogénique, provenant de la moelle osseuse ou du sang circulant. Elle doit être réalisée le plus tôt possible avec un donneur HLA de la meilleure compatibilité possible. Pour les enfants jeunes sans donneur avec compatibilité HLA satisfaisante, une greffe de moelle osseuse avec un donneur haplo-identique peut donner des résultats satisfaisants.
La substitution par immunoglobulines (intraveineuse ou sous-cutanée) et les antibiotiques oraux quotidiens sont nécessaires pour prévenir les infections. L'immunoglobinothérapie prophylactique est indiquée en cas d'infections récurrentes. En raison du risque d'hématomes locaux des injections sous-cutanées, l'administration de l'immunoglobinothérapie par voie intraveineuse est préférée.
L'eczéma aigu ou chronique est traité par l'application d'une crème hydratante. Un eczéma sévère nécessite un traitement topique ou systémique à court-terme à base de stéroïdes.
Il est parfois nécessaire de recourir à une transfusion de plaquettes ou de culots de globules rouges en cas de thrombopénie sévère, d'hémorragies non résolutives ou récidivantes ou avant un geste invasif. Un complément de fer est donc souvent nécessaire en raison des hémorragies induisant une anémie par carence martiale.
Les traitements immunosuppresseurs (stéroïdes, splénectomie, agents immunosuppresseurs) doivent être administrés avec précaution, par une équipe médicale spécialisée. La splénectomie peut être indiquée en cas de thrombopénie sévère chronique. Les agonistes du récepteur de la thrombopoiétine (romiplostim ou eltrombopag) peuvent être utilisés pour améliorer la thrombopénie, si elle est réfractaire et sévère en attente de greffe de cellule souche hématopoïétique ou de thérapie génique.

## Pronostic
L'immunoglobulinothérapie prophylactique et les greffes de cellules souches hématopoïétiques ont considérablement amélioré l’espérance de vie des patients atteints du SWA. La greffe de cellules souches hématopoïétiques assure un taux de survie jusqu'à 80 % environ. Sans donneur compatible, le pronostic est moins favorable et l'espérance de vie est réduite, notamment en cas de malignité.

## Voies de recherche
Un traitement par thérapie génique par introduction d'un gène WAS fonctionnel par l'intermédiaire d'un rétrovirus semble être prometteur mais plusieurs patients ont développé une leucémie.  Cette complication ne semble plus être retrouvée avec l'utilisation d'un autre vecteur viral.